# Aliaj titan aur
În metalurgie, aurul de titan (Ti-Au sau Au-Ti) se referă la un aliaj format din titan și aur. Astfel de aliaje sunt utilizate în stomatologie, ceramică și bijuterii. La fel ca multe alte aliaje, aliajele de titan aur au o rezistență la randament, rezistență la tracțiune, duritate și magnetism mai mari decât oricare dintre metalele sale constitutive.
În iulie 2016 cercetătorii din grupul de cercetare al Emiliei Moroșan au descoperit că un aliaj de titan-aur, β-Ti3Au (strict vorbind, un intermetalic), este de până la 4 ori mai dur decât titanul.

## În cultura populară
În filmul din 2008 Iron Man, personajul principal poartă o armură fabricată dintr-un aliaj de titan-aur. Potrivit actorului Robert Downey Jr., care a jucat rolul lui Iron Man, costumul i se potrivea „ca o mănușă de aur-titan”.
În cartea din 2019 The Secret Commonwealth (parte a universului trilogiei His Dark Materials), alietiometrul este revelat că este fabricat în principal dintr-un aliaj de titan-aur.
În S6: E22 din lista neagră, Aram Mojtabai, computerul emisiunii, arată că colivia creată inițial pentru a adăposti Reddington este fabricată din aliaj de aur de titan.